# Tinkerer
Tinkerer (Phineas Mason) is een personage uit de comics van Marvel Comics. Hij werd bedacht door Stan Lee en Steve Ditko en verscheen voor het eerst in The Amazing Spider-Man #2 in mei 1963. Tinkerer is een vrijwel onovertroffen genie op het gebied van engineering. Hij kan van een minimum aan onderdelen uit alledaagse apparaten al complexe wapens en machines maken en heeft uitgebreide kennis van een verscheidenheid aan wetenschappelijke disciplines.

## Biografie
Phineas Mason is een geniale uitvinder en ingenieur die wapens maakt voor misdadigers en superschurken binnen het Marvel Universum. Hij verschijnt voor het eerst als eigenaar van 'The Tinkerer Repair Shop ', een radiowinkel die dient als dekmantel voor een criminele werkplaats in de kelder. Hij plaatst hier in het geheim afluisterapparatuur in toestellen van belangrijke personen en vestigt daarmee de aandacht van Spider-Man op zich. Tinkerer werkt later in zijn carrière voor onder anderen Mysterio, Kingpin, Hammerhead, Black Cat, Jack O'Lantern, Vulture, Dr. Doom, Venom, Logan en Hobgoblin. Tinkerer is de vader van geheim agent Rick 'Agent ' Mason.

## In andere media

### Marvel Cinematic Universe
Sinds 2017 verschijnt de Tinkerer in het Marvel Cinematic Universe, waarin hij gespeeld wordt door Michael Chernus. Hij verschijnt onder andere in de film Spider-Man: Homecoming (2017). 

### Televisieseries
Hij komt voor in de animatieseries The Spectacular Spider-Man en Spider-Man (2017).

### Videospellen
Tinkerer  maakt ook deel uit van de computerspellen The Amazing Spider-Man vs. The Kingpin, Spider-Man (1995), Spider-Man: Web of Shadows, Marvel: Ultimate Alliance 2, Spider-Man: Shattered Dimensions en LEGO Marvel Super Heroes 2. In het videospel Spider-Man: Miles Morales is de Tinkerer de hoofdschurk, en heeft een vrouwelijk geslacht waarin ze gespeeld wordt door Jasmin Savoy Brown. 